# Thronbesteigung im Alten Ägypten
Als Thronbesteigung bezeichnet die Ägyptologie die Thron- und Herrschaftsübernahme des neuen altägyptischen Königs (Pharao) nach dem Tod, der Vertreibung oder der Abdankung seines Vorgängers. Die dazugehörigen Zeremonien, mit denen der neue Herrscher die Krone(n) Ägyptens empfing, sollten ihn als Machthaber ausweisen und legitimieren. Erst jetzt war der Pharao auch wirklich der neue Herrscher.

## Ursprünge

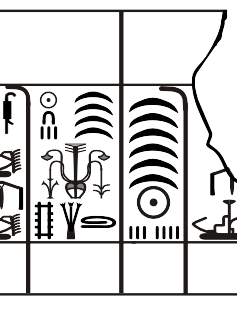
Krönungsjahr des Königs Djer (3. Fenster von rechts), wie auf dem Palermostein dargestellt. Es umfasst -von oben nach unten- ein „zweites Sterbedatum“, das Symbol Sematauj für „Vereinigung“, sowie die Zeichen für „Umschreiten der weißen Mauern“.

„Die“ Thronbesteigung gab es im Alten Ägypten nicht. Die Machtübernahme des neuen Regenten setzte sich aus mehreren, langwierigen Prozessen und Zeremonien zusammen, die oft fast ein Jahr andauerten, weshalb der Zeitpunkt der Machtübernahme in der Ägyptologie als „Krönungsjahr“ bezeichnet wird.
Die frühesten Darstellungen der einzelnen Machtübernahmen und Thronzeremonien finden sich unter König Skorpion II. aus der 0. Dynastie (um 3100 v. Chr.). Zu dieser Zeit waren die Machtwechsel unter den Herrschern noch überwiegend durch Kriege und Einmärsche in benachbarte Königtümer gekennzeichnet. Solcherlei gewaltsame Annektierungsversuche sind aus dem Neuen Reich bekannt: Nach dem Tod von Königin Hatschepsut (18. Dynastie) ließen die Fürsten und Könige von Kadesch und Mittani ihre Truppen gegen Ägypten aufmarschieren, in der Annahme, dass der junge Thutmosis III. unfähig sei, sein Land militärisch zu verteidigen. Erst ab König Narmer (Gründer der 1. Dynastie) wichen die gewaltsamen Machtergreifungen mehr und mehr zeremoniellen Riten und Festlichkeiten.
Die für Ägyptologen und Historiker wichtigsten Informationen stammen aus den Inschriften des Palermosteins, einer schwarzen Basalttafel, auf der die Könige von der 1. Dynastie bis zu König Neferirkare (5. Dynastie) gemeinsam mit ihren jährlichen Viehzählungen (staatliche Steuererhebungen), Erschaffungen („Geburten“) von Statuen und religiösen Festlichkeiten wie dem Horusgeleit und dem Sedfest aufgelistet sind und die heute nur noch in Fragmenten erhalten ist. Die Steintafel nennt datumsgenau die Regierungswechsel zwischen den einzelnen Königen, wobei das jeweils erste Jahresfenster nicht zu den Regierungsjahren des Königs hinzugezählt wurde, sondern nur das Krönungsjahr nebst den wichtigsten Thronzeremonien nannte.

## Begehung

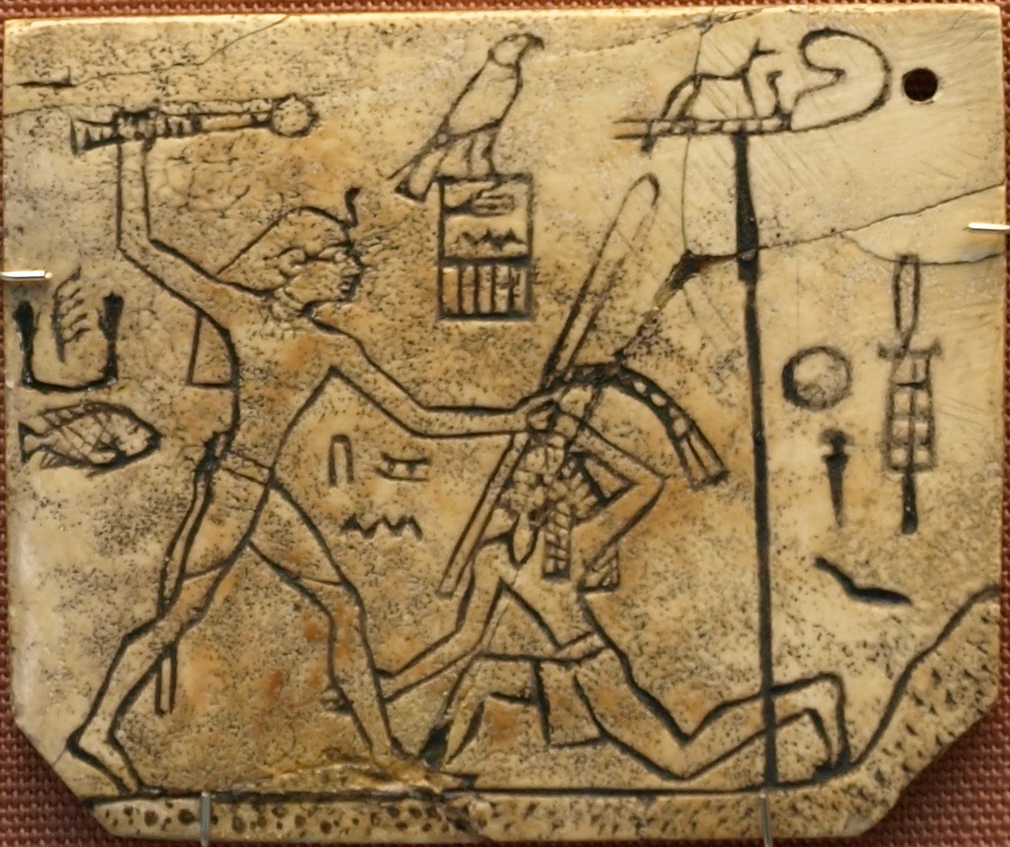
MacGregor-Plakette, auf der Vorderseite (links) ist König Hor-Den beim „Erschlagen des Feindes“ zu sehen.

Wie bereits erwähnt, bestand die Thronbesteigung aus mehreren Zeremonien, die der König zu begehen hatte, bevor er sich mit den Kronen (und schließlich mit der Doppelkrone) schmücken durfte. Im Folgenden sollen die wichtigsten Zeremonien aufgelistet werden.

### Vereinigung von Ober- und Unterägypten
Das Fest „Vereinigung von Ober- und Unterägypten“ war in prädynastischer Zeit noch mit dem traditionellen „Erschlagen des Feindes“ verknüpft. Sehr bekannte Darstellungen dieses Rituals finden sich auf Prunkpaletten der 0. und 1. Dynastie, die Palette des Narmer enthält bereits einige symbolische und mythologische Elemente. Hierbei werden bestimmte, figürliche Darstellungen verwendet, um ein eher friedliches Zusammenführen von Ober- und Unterägypten zu beschreiben: Auf der Palette des Narmer sind es zwei Schlangenhalspanther, die ihre Hälse umeinander schlingen. Auf einem Thronrelief des Königs Sesostris I. (12. Dynastie) sind die Reichsgottheiten Horus und Seth abgebildet, wie sie eine Luftröhre, die in einem Djed-Pfeiler endet, mit Papyrusstaude und Lotusstängel umwickeln, als Zeichen der friedlichen Reichseinigung.

### Umschreiten der Weißen Mauern
Das „Umschreiten (oder Umlaufen) der Weißen Mauern“ ist von den Aufzeichnungen des Palermosteins bekannt. Die „Weißen Mauern“ (ägypt. inebu hedj), das heutige Memphis, wurden gemäß Überlieferungen von König Menes gegründet und dienten als Hauptregierungssitz. Das Umlaufen oder Umschreiten der Mauern von Memphis wurde in prunkvollen Prozessionen begangen und sollte das Anrecht des Königs auf seinen neuen Regierungssitz markieren und Memphis zu seiner neuen Reichsresidenz erklären.

### Erscheinen des Königs
Ebenfalls von den Inschriften des Palermosteins bekannt ist das Fest „Erscheinen des Königs“. Diese Zeremonie fand allerdings erst unmittelbar nach der Thronübernahme zum ersten Mal statt, danach wurde sie alle zwei Jahre zelebriert. Aufzeichnungen aus späteren Dynastien legen nahe, dass es drei Formen des „Erscheinen des Königs“ gab: das „Erscheinen des Königs von Oberägypten“ (ägypt. chai-nisut), das „Erscheinen des Königs von Unterägypten“ (ägypt. chai-biti) und schließlich das „Erscheinen des Königs von Ober- und Unterägypten“ (ägypt. chai-nisut-biti). Erste, zeitgenössische Erwähnungen dieser Zeremonie treten unter König Djoser (3. Dynastie) in Erscheinung.

### Sedfest

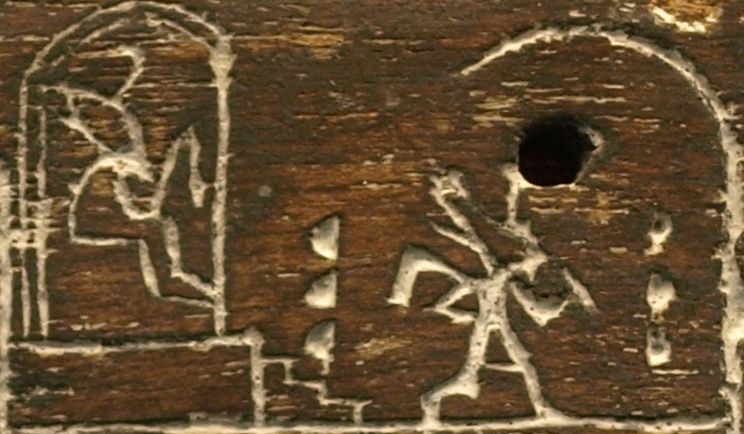
Elfenbeinplakette des Königs Den, der Herrscher wird bei der Begehung des Sed-Festes gezeigt.

Mit zu den wichtigsten Thronbesteigungsfeierlichkeiten gehörte das Sedfest (ägypt. heb sed). Die erste Begehung fand noch im Krönungsjahr statt. Der Palermostein überliefert, dass das nächste Sed-Fest erst wieder im 30. Regierungsjahr des Königs gefeiert wurde, weshalb es in griechischer Zeit als Triakontaeteris („Dreißig-Jahr-Feier“) bekannt war. Nach dem Thronjubiläum wurde es regelmäßig alle drei Jahre gefeiert. Zu den frühdynastischen Königen, von denen mindestens ein Sed-Fest überliefert und archäologisch nachgewiesen ist, sind Hor-Den, Qa'a, Ninetjer und möglicherweise Wadjenes. Zu den bekanntesten Darstellungen von Hebsed-Feierlichkeiten aus dem Alten Reich gehören jene des Djoser aus dessen Pyramidennekropole in Sakkara und die Reliefs des Königs Snofru (4. Dynastie) aus Dahschur. Allerdings gab es auch Könige, die von sich behaupteten, ein Sedfest gefeiert zu haben, obwohl dies so nicht zutreffen kann, da sie nachweislich wesentlich kürzer als dreißig Jahre regiert hatten. Bekannte Beispiele hierfür sind König Anedjib (1. Dynastie) und König Echnaton (18. Dynastie). Andere Herrscher hatten die Begehung des Sedfestes einfach vorverlegt. So sind für König Ramses II. (19. Dynastie) 14 Sed-Feste während seiner 64-jährigen Regierungszeit belegt.

### Sokar-Fest

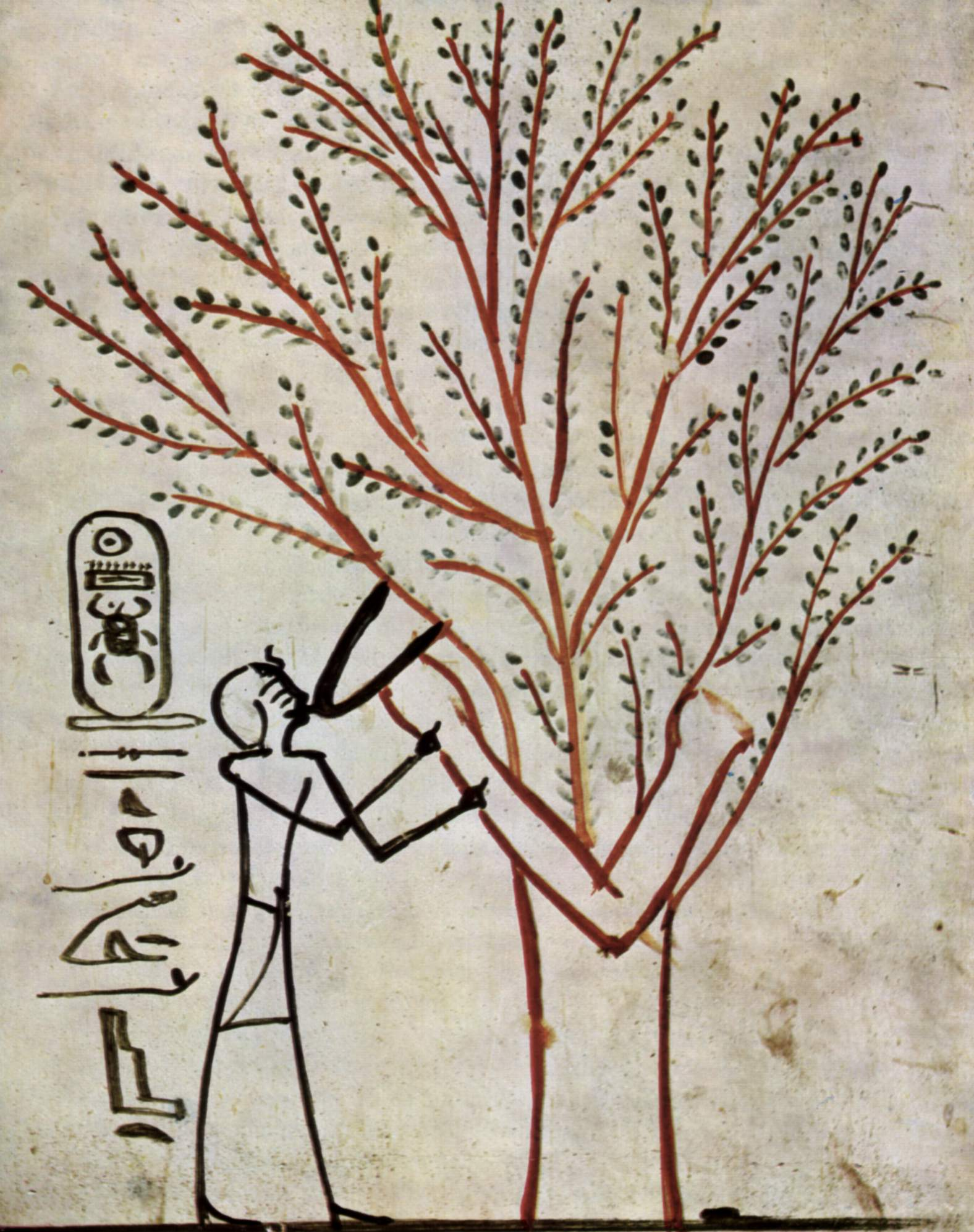
Wandmalerei aus dem Grab des Thutmosis III.: der junge König wird vom heiligen Baum (Isched-Baum) gesäugt

Neben dem Sed-Fest ist das Sokar-Fest eine der ältesten Feierlichkeit in der Ägyptischen Geschichte. Bildliche Darstellungen der Begehung des Sokar-Festes finden sich auf Prunkpaletten und Elfenbeintäfelchen der Könige Skorpion II., Narmer, Aha und Djer. Aus der Pyramidennekropole des Djoser in Sakkara stammen Relieffragmente mit der Darstellung des Königs während einer solchen Feierlichkeit. Zu den Zeremonien, die während des Sokar-festes abgehalten wurden, zählte die Erschaffung einer prunkvollen Barke mit dem Kultbildnis des Sokar, welche vom König zu einem heiligen See oder zum Nil gezogen wurde. Eine weitere Zeremonie war das Aufrichten eines übergroßen Djed-Pfeilers. Das Sokar-Fest wurde in frühdynastischer Zeit nur während der Krönung des neuen Königs gefeiert, um den (physischen oder symbolischen) Tod des Vorgängers zu feiern. Ab der 2. Dynastie wurde das Fest alle sechs Jahre abgehalten, die fünfte Begehung fiel damit zeitlich in das erste Sed-Fest. Nun markierte das Sokar-Fest sowohl den Tod des Vorgängerkönigs, als auch die Gründung der zukünftigen Grabstätte für den neuen Herrscher. Sokar war der Gott der Unterwelt und einer der göttlichen Schutzpatrone der königlichen Friedhöfe.

### Säugen des jungen Königs
Zu den relativ spät eingeführten Thronzeremonien gehörte das „Säugen des jungen Königs“. Diese Zeremonie gab es jedoch in handfester Gestalt nicht (wurde also nie praktisch vollzogen), sie findet sich nur in rein bildlich festgehaltener Form. Dabei wird der König als kleiner, meist unbekleideter Knabe gezeigt, wie er auf dem Schoß der Göttin Isis sitzt und von ihr gestillt wird. Diese Zeremonie sollte die (vermeintlich) göttliche Abstammung des Königs symbolisieren und sein Anrecht auf den Thron bestärken. Früheste Darstellungen finden sich unter König Pepi II. (6. Dynastie). Es wird vermutet, dass diese figürlichen Darstellungen das spätere Christentum zu den sogenannten Madonna mit Kind-Bildnissen inspirierten. Aus spätpharaonischer Zeit sind Darstellungen erhalten, in denen der König als junger Mann unter einem heiligen Imat-Baum steht und von diesem gesäugt wird.

## Thronrecht

### Traditionelle Thronvergabe
Das Anrecht auf den Thron wurde für gewöhnlich vererbt, meist vom Vater auf den ältesten Sohn. Es scheint jedoch häufig zu Abweichungen gekommen zu sein. Es sind Fälle bekannt, in denen ein Herrscher möglicherweise ein geteiltes Ägypten hinterließ und deshalb gleich zwei seiner Söhne synchron regierten. Ein solcher Fall wird für König Ninetjer aus der 2. Dynastie angenommen. Sofern abweichende Deutungen zahlreicher, zeitgenössischer Inschriften zutreffend sind, mussten sich Ninetjers Erben, Seth-Peribsen und Sechemib, den ägyptischen Thron miteinander teilen. Aus späteren Dynastien, besonders ab dem Neuen Reich, sind zahlreiche Fälle belegt, in denen ebenfalls zwei (oder sogar mehr) Herrscher ko-regierten.
Eine andere Möglichkeit der Thronerbschaft bestand in der Einheirat in die königliche Familie. Ein solcher Fall könnte auf König Cheops zutreffen, da dessen Vater, König Snofru, vielleicht gar nicht der leibliche Vater war. Das Recht auf die Thronnachfolgerschaft wurde in solchen Fällen über ein Elternteil vergeben.
Für den Fall, dass überhaupt kein männlicher Thronnachfolger ernannt werden konnte (zum Beispiel, weil der Kronprinz vorzeitig verstorben war, oder weil er hingegen noch zu jung zum Regieren war), wurde das Thronrecht zuweilen an die Mutter des Kronprinzen vergeben. In solchen Fällen wurde Ägypten von einer Frau regiert. Solche Fälle traten möglicherweise recht häufig auf. Bekannte Königinnen, die für ihre Kronprinzen die Regierungsgeschäfte übernahmen, sind unter anderem Neithotep und Meritneith (beide Königinnen der 1. Dynastie), Chentkaus I. (4. Dynastie), Nofrusobek (12. Dynastie) und Hatschepsut (18. Dynastie).

### Problematik
Ägyptologen wie Sue D’Auria, Rainer Stadelmann und Silke Roth weisen auf ein Problem hin, welches nach deren Auffassung bislang von der Mehrheit der Forschung ignoriert wurde: Besonders aus der Zeit des Alten Reiches sind Kronprinzen bekannt, die zwar eben Kronprinzen waren und nachweislich ihre auf dem Thron sitzenden Väter überlebten, aber trotzdem nicht zu Herrschern gekrönt worden waren. Diese Kronprinzen haben außerdem gemeinsam, dass sie bereits zu Lebzeiten außerordentliche Ehren- und Funktionstitel trugen, die sie selbst von anderen Prinzen abhoben, aber warum sie nicht regieren durften, bleibt ungeklärt. Ein solcher Fall trifft unter anderem auf folgende Personen zu: Nefermaat und Rahotep (beides Kronprinzen des Snofru), Kawab und Chaefchufu (Kronprinzen des Cheops), Setka und Baka (Kronprinzen des Radjedef) und möglicherweise auch Kanefer (Vaterschaft unklar). Der berühmte Wesir Imhotep, der sein Amt unter König Djoser versah, wurde sogar als „Zwilling des Königs“ (ägypt. Sen-biti) gepriesen, aber König wurde er nie. Diese Ehre wurde Djosers Nachfolger, Sechemchet oder Sanacht, zuteil. Problematisch daran ist, dass es keinerlei zeitgenössischen Aufzeichnungen und Dokumente gibt, in denen festgehalten ist, wie der zukünftige Nachfolger ausgewählt wurde. Es bleibt unter anderem die Frage offen, welche Kriterien und Anforderungen erfüllt sein mussten, damit ein Kronprinz Anspruch auf den Thron erheben durfte. Mit dem Fehlen entsprechender Dokumente bleibt ebenso ungeklärt, wie genau die Wahl des Thronnachfolgers entschieden wurde und wer an der Wahl teilnahm. Auch der genaue Wahlvorgang ist unbekannt.
In diesem Zusammenhang weisen Rainer Stadelmann und Sue D’Auria auf eine geheimnisvolle Organisation innerhalb der ägyptischen Elite hin, die seit dem Ende der 2. Dynastie sicher belegt ist: Die „Großen Zehn von Oberägypten“. Diese Organisation umfasste stets insgesamt zehn Mitglieder, fünf für jede Landeshälfte. Stadelmann weist darauf hin, dass für fast alle Ämter, die seit der Frühzeit existieren, deren jeweiligen Aufgaben und Funktionen überliefert sind – nur jene des Amtes „Einer der Großen Zehn von…“ nicht. Dessen genaue Funktion liegt im Dunkeln, obwohl dieses Amt offenbar zu den begehrtesten und höchsten in Ägypten gehörte. Und nur Personen von höchstem Rang und mit vielen Ehrentiteln durften dieses Amt ausüben (so zum Beispiel der hohe Beamte Hesire). Stadelmann schlägt vor, dass die „Großen Zehn“ vielleicht den königlichen, Obersten Gerichtshof von Ägypten darstellten, der für die Aushandlung von Ämtervergaben und für Problemfälle und deren Schlichtungen zuständig waren. Die „Großen Zehn“ wären demnach eine Art Jury gewesen, die letztlich die Thronfolgerschaft regelte. Stadelmanns Vorschlag fand jedoch bislang kaum Beachtung.